# Teseguite
Teseguite is een plaats in de gemeente Teguise op het Spaanse eiland Lanzarote. Het dorp telt 284 inwoners (2008).

## Verkeer en vervoer
De plaats wordt ontsloten door de LZ-404.